# Біденкопф
Біденкопф (нім. Biedenkopf) — місто в Німеччині, знаходиться в землі Гессен. Підпорядковується адміністративному округу Гіссен. Входить до складу району Марбург-Біденкопф.
Площа — 90,33 км2. Населення становить 13 491 ос. (станом на 31 грудня 2020).